# Kartagina (album)
Kartagina – album polskiego rapera O.S.T.R. oraz kanadyjskiego producenta muzycznego Marco Polo. Wydawnictwo ukazało się 4 marca 2014 roku nakładem wytwórni muzycznej Asfalt Records. Album w całości został wyprodukowany przez Marco Polo, a gościnnie na płycie pojawili się między innymi Lil' Fame z grupy M.O.P., Hades, Kochan, Zorak, Torae czy Cadillac Dale. Oprawę graficzną albumu wykonał Grzegorz „Forin” Piwnicki.
Nagrania zadebiutowały na 1. miejscu zestawienia OLiS. Według wydawcy płyty album uzyskał status złotej płyty w przedsprzedaży, znalazłszy 15 000 nabywców. 12 marca 2014 ZPAV potwierdził uzyskanie certyfikatu złotej płyty.

## Lista utworów
Opracowano na podstawie materiału źródłowego.
1. „Intro” (miksowanie: Chris Van Rootselaar, Jaap Wiewel) – 0:33
2. „Żywy lub martwy” (miksowanie: Chris Van Rootselaar, Jaap Wiewel) – 3:58
3. „Side Effects” (gościnnie: Cadillac Dale, miksowanie: Joe Nardone) – 4:29
4. „Kartagina” (gościnnie: Lil' Fame, miksowanie: Joe Nardone) – 4:49
5. „Więzień własnych granic” (miksowanie: Chris Van Rootselaar, Jaap Wiewel) – 3:51
6. „Hip Hop Hooligans” (gościnnie: Hades, Main Flow, Torae) – 4:31
7. „Hołd bloków absolwentom” (miksowanie: Chris Van Rootselaar, Jaap Wiewel) – 3:27
8. „Długi” (miksowanie: Chris Van Rootselaar, Jaap Wiewel) – 3:55
9. „Nie słuchać przed trzydziestką” (miksowanie: Chris Van Rootselaar, Jaap Wiewel) – 3:31
10. „Shotgun (Moje zło to twój wybór)” (miksowanie: Chris Van Rootselaar, Jaap Wiewel) – 3:31
11. „Dead Man Funk” (gościnnie: First Division, Kochan, miksowanie: Chris Van Rootselaar, Jaap Wiewel) – 3:42[A]
12. „What Is the Question” (miksowanie: Chris Van Rootselaar, Jaap Wiewel) – 2:29
13. „Garri Kasparow” (gościnnie: Green, Kas, Zorak, miksowanie: Chris Van Rootselaar, Jaap Wiewel) – 5:46
14. „Miejmy to za sobą” (miksowanie: Chris Van Rootselaar, Jaap Wiewel) – 3:49
15. „Przyjaciel diabła” (miksowanie: Chris Van Rootselaar, Jaap Wiewel) – 3:59
16. „Ostatni Track” (miksowanie: Chris Van Rootselaar, Jaap Wiewel) – 4:25
17. „Outro” (miksowanie: Chris Van Rootselaar, Jaap Wiewel) – 2:22

Notatki
- A^ Z wykorzystaniem sampli pochodzących z piosenki „I'm Not in Love” w wykonaniu 10cc[15].